# Mesechinus hughi
Mesechinus hughi é uma espécie de insetívoro da família Erinaceidae. Endêmico da China.